# کتیرایی
کتیرایی نام خانوادگی افراد زیر است:
- مصطفی کتیرایی، وزیر مسکن و شهرسازی در دولت موقت مهدی بازرگان
- علیرضا کتیرایی، کاراته کای ایرانی
- محمود کتیرایی، پژوهشگر و نویسندهٔ کتاب از خشت تا خشت